# 南威哲
南威哲（1943年8月—），男，印度外交官，曾任印度驻华大使，联合国秘书长办公厅主任、联合国副秘书长。